# NGC 2110
NGC 2110 (другие обозначения — MCG −1-15-4, IRAS05497-0728, PGC 18030) — линзовидная галактика в созвездии Орион.
Галактика обладает активным ядром и относятся к галактикам сейфертовского типа. Также в галактике фиксируется избыточное излучение радиолинии CO.
Этот объект входит в число перечисленных в оригинальной редакции «Нового общего каталога».